# Eubazus debilis
Eubazus debilis är en stekelart som beskrevs av Papp 2005. Eubazus debilis ingår i släktet Eubazus och familjen bracksteklar. Inga underarter finns listade i Catalogue of Life.